# Дальвостокуголь
ВАТ «Дальвостокуголь» — в останні десятиліття XX століття об'єднання з видобутку вугілля в Амурській області Росії. Центр — місто Райчихінськ.

## Характеристика
Запаси понад 80 млн т бурого вугілля. Пласти потужністю 1…24 м. Середня глибина залягання 36 м; чотири розрізи.
Запаси вугілля за категоріями А+Б+С1 становлять 123 млн т, С2 — 194 млн т. Прогнозні дані про запаси — 2,2 млрд т, в тому числі для відкритої розробки — 500—600 млн т. Вугілля неспікливе, важкозбагачуване, зольність — 27,9-33%, сірчистість вугілля — 0,3%, вміст фосфору — 0,06%.